# راه هرمی
راه هرمی (به انگلیسی: Pyramidal tract) بخشی از دستگاه هرمی به نام راه قشری طناب نخاعی است که در کنترل ارادی بسیاری از حرکات بدن نقش دارد. راه قشری طناب نخاعی، راه قشری بصل نخاع و راه‌های خارج هرمی جزو نورون حرکتی فوقانی هستند. مسیر اصلی راه هرمی به سمت طناب نخاعی بوده که به نورون‌های حرکتی تحتانی آلفا و گاما و نورون‌های واسطه ای طناب نخاعی ختم می‌شوند. راه هرمی با تأثیر بر اعمال نورون‌های طناب نخاعی، عضلات اندامهای فوقانی، تحتانی و تنه را کنترل می‌کند. این مسیر حرکتی نزولی از قشر مغز به سمت طناب نخاعی، نقش مهمی در حرکات انتهایی اندام‌ها جهت فعالیت‌های ظریف ایفا می‌کند. در حقیقت فعالیت‌های ارادی توسط مغز از طریق راه هرمی به طناب نخاعی اعمال می گردد. البته کنترل حرکتی نتیجه‌ی هماهنگ و روابط متقابل بین قشر مغز و سایر نواحی دستگاه عصبی است.

## منشاء و مسیر نورون‌های راه هرمی
راه هرمی یک مسیر حرکتی طولانی در دستگاه عصبی مرکزی است که منشاء آن‌ها از چند ناحیه در قشر مغز است. این مناطق عبارتند از:
- ناحیه چهار برودمن: این قسمت همان ناحیه حرکتی اولیه[۳] است که بیشترین میزان مبدأ راه هرمی را تشکیل می‌دهد (حدود 80%). ناحیه‌ی حرکتی اولیه (ناحیه‌ی چهار برودمن از نظر فیزیولوژیست‌ها) دارای سلول‌های درشت بتز[۴] (Betz) است.
- ناحیه شش برودمن: شامل دو ناحیه پیش حرکتی[۵] (حرکتی ثانویه) و منطقه‌ی حرکتی تکمیلی[۶] است.
- نواحی حسی یک، دو، سه و پنج برودمن.

تعداد کل فیبرهای راه هرمی بیش از یک میلیون فیبر عصبی است. سلول‌های درشت بتز (Betz) در ناحیه‌ی حرکتی اولیه قرار دارند که در راه هرمی شرکت می‌کنند. البته تمام سلول‌های این ناحیه از نوع بتز نیست بلکه فقط  3% کل فیبرهای راه هرمی از این نوع سلول است. بنابراین باید توجه داشت که 97% فیبرهای راه هرمی، قطری کمتر از سلول‌های درشت بتز دارند.
راه قشری طناب نخاعی که از قشر مغز مبدأ می‌گیرد، مسیرش را به سمت مغز میانی، پل مغزی و پیاز طناب نخاعی (بصل الطناب نخاعی) ادامه می‌دهد. در ناحیه تحتانی پیاز طناب نخاعی حدود 80% الی 85% فیبرها تقاطع می‌کنند و به سمت مقابل می روند که به این راه هرمی در ادامه مسیرش به طرف طناب نخاعی، راه قشری طناب نخاعی جانبی می‌گویند. بقیه‌ی فیبرهای راه هرمی (15% الی 20%) که در پیاز طناب نخاعی تقاطع نمی‌کنند، مسیرشان را به طرف طناب نخاعی ادامه می‌دهند و در بخش‌های طناب نخاعی مربوطه تقاطع می‌کنند. این قسمت اخیر راه هرمی که در طناب نخاعی تقاطع می‌کنند، راه قشری طناب نخاعی جلویی نامیده می‌شود. راه هرمی (راه قشری طناب نخاعی جانبی و جلویی) درنهایت به نورون‌های واسطه‌ای، نورون‌های حرکتی آلفا و گاما ختم می‌شوند. بدین ترتیب، راه هرمی کنترل اعمال حرکتی ارادی را برعهده دارد.
همچنین ببینید:
- نورون حرکتی آلفا
- نورون حرکتی گاما

## آسیب راه هرمی
آسیب راه هرمی (راه قشری طناب نخاعی) به عنوان یک ضایعه نورون حرکتی فوقانی محسوب می‌شود. اگر ضایعه‌ی راه قشری طناب نخاعی در بالای محل تقاطع پیازطناب نخاعی باشد، منجربه فلج بدن در طرف مقابل می‌گردد. آسیب در این حالت، فلج اندام‌های فوقانی و تحتانی را ایجاد می‌کند که به آن فلج نیمه بدن (Hemiplegia) می‌گویند. ضایعه‌ی راه هرمی در پایین محل تقاطع، فلج اندام در همان طرف را به همراه خواهد داشت. آسیب راه هرمی در ناحیه طناب نخاعی گردنی باعث فلج اندام‌های فوقانی و تحتانی همان طرف می گردد و اگر ضایعه در نواحی سینه‌ای و کمری فوقانی باشد منجر به فلج اندام تحتانی همان طرف خواهد شد. گاهی ضایعات دوطرفه بوده و بنابراین علایم در هر دو نیمه‌ی بدن بروز می‌کند که به عنوان نمونه می‌توان به آسیب کامل طناب طناب نخاعی اشاره کرد.

## نگارخانه

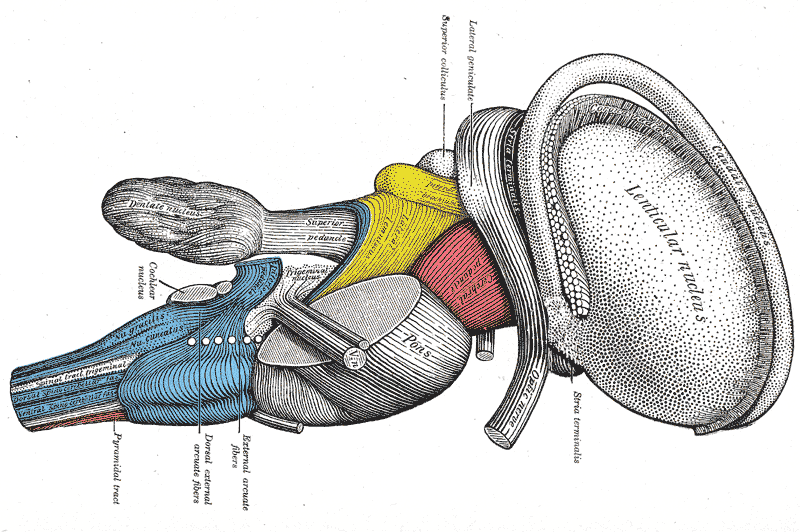
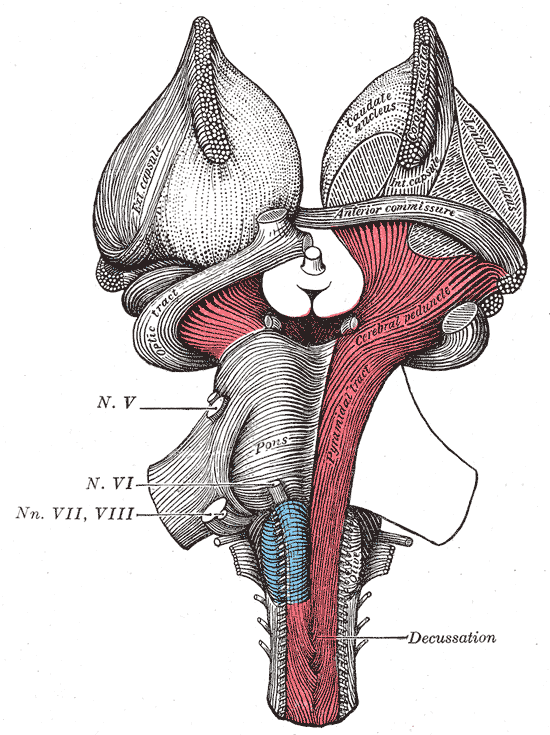
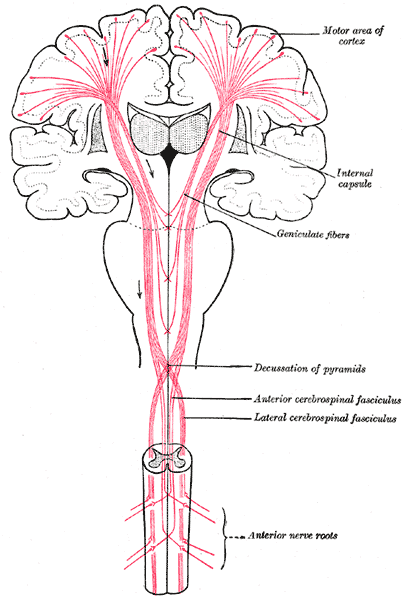
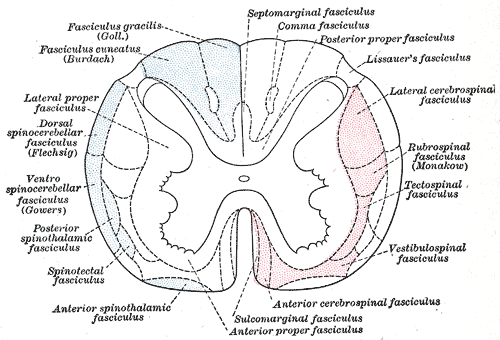